# João Garcia
João José Silva Abranches Garcia ComM (Lisboa, 11 de junho de 1967) é um montanhista português. Tornou-se o décimo alpinista do mundo a ascender às 14 montanhas com mais de 8 000 metros existentes no planeta, todas sem recurso a oxigénio artificial e sem carregadores de altitude, quando em 17 de Abril de 2010 atingiu o cume do Annapurna (8091 metros), a última dessas 14 montanhas que lhe faltava. Também já ascendeu aos "Seven Summits" (Sete cumes). A ascensão que lhe trouxe mais fama foi a escalada ao Monte Everest (8848 metros), tendo sido o primeiro português a alcançar o seu cume, no dia 18 de Maio de 1999.

## Biografia
Nascido na capital portuguesa, João Garcia Lagartão iniciou sua prática de montanhismo quando em 1983, então com 16 anos, deslocou-se de bicicleta durante quatro dias à Serra da Estrela e aí com o Clube de Montanhismo da Guarda (CMG) começou a praticar a escalada em rocha. No ano seguinte, iniciou-se na prática de escalada em neve e gelo. Em 1985 acompanhou o CMG numa expedição aos Alpes, tendo ascendido (entre outras montanhas), pela primeira vez ao Monte Branco (4 807 m). Nos anos seguintes ascendeu a inúmeros cumes dos Alpes.
Simultaneamente foi atleta de competição de triatlo, desporto que lhe possibilitava adquirir a preparação física necessária para o montanhismo. Em 1990 foi seleccionado para uma comissão de serviço de três anos no Quartel Supremo das Forças Aliadas na Bélgica.
Em 1993 iniciou a sua actividade como himalaísta, integrando uma expedição internacional polaca (liderado por Krzysztof Wielicki) à montanha Cho Oyu (8201 m) no Tibete. A ascensão coroada de sucesso foi realizada por uma nova via e sem uso de oxigénio artificial. A partir daí ascendeu a inúmeros cumes dos Himalaias, entre os quais as restantes treze das 14 montanhas com mais de 8000 metros. Esses cumes são:
- 1994: Dhaulagiri (8 167 m);
- 1999: Everest (8 848 m)
- 2001: Gasherbrum II (8 035 m);
- 2004: Gasherbrum I (8 035 m);
- 2005: Lhotse (8 516 m);
- 2006: Kanchenjunga (8 586 m), Shishapangma (8 046 m);
- 2007: K2 (8 611 m);
- 2008: Makalu (8 463m), Broad Peak (8 047m);
- 2009: Manaslu (8 156m).
- 2009: Nanga Parbat (8 125m)
- 2010: Annapurna (8 091 m)

No currículo, Garcia já averbou a conquista dos "Big Five", como são conhecidas na gíria dos alpinistas, as cinco montanhas mais altas do planeta (Everest, K2, Kanchenjunga, Lhotse, e Makalu). Relativamente à ascensão ao cume do Everest (8 850 m), em 18 de Maio de 1999, realizada pela face norte, e como sempre sem recurso a oxigénio artificial, levou à morte do seu colega de escalada e grande amigo, o belga Pascal Debrouwer, que caiu numa ravina durante a descida e valeu a João Garcia o internamento num hospital de Saragoça, em Espanha, onde lhe amputaram alguns dedos das mãos e pés, e onde recebeu um implante para o seu nariz devido às queimaduras provocadas pelo gelo.
João Garcia é actualmente o único português “cameraman” de altitude e de condições extremas, tendo já realizado vários documentários sobre as suas expedições, e que têm sido transmitidos nas televisões portuguesas. João Garcia é também autor do livro “A Mais Alta Solidão”, que já vendeu mais de 30 mil exemplares; e do livro "Mais Além – Depois do Evereste", lançado em Fevereiro de 2007, e que foi dedicado a Bruno Carvalho.
João Garcia lançou em Janeiro de 2009 o filme intitulado "Joao Garcia sur la route des 14" que tem realização de Johan Perrier e relata o projecto "À conquista dos Picos do Mundo" e o desejo do Português de conquistar as 14 montanhas mais altas do planeta.
João Garcia foi ainda embaixador da prevenção contra a SIDA 2006-2009.

## Projecto "À conquista dos Picos do Mundo"
João Garcia iniciou em 2006 com a ascensão ao Kanchenjunga (8 586 m), no Nepal, o projecto "À conquista dos Picos do Mundo", onde o alpinista escalou (sempre sem recurso a oxigénio), entre 2006 e 2010, dez das 14 montanhas com mais de 8000 metros, totalizando assim em 17 de Abril de 2010 as 14 montanhas com mais de 8 000 metros. Em 22 de Maio de 2006 João Garcia atinge com o alpinista equatoriano Iván Vallejo o cume do Kanchenjunga. No mesmo ano, 2006, João Garcia liderou uma expedição 100% portuguesa ao Shishapangma (8046 m), que integrou, para além de João Garcia, os alpinistas Bruno Carvalho, Hélder Santos, Rui Rosado, e Ana Santos. O jornalista Aurélio Faria acompanhou grande parte da expedição, como tem sido habitual nos últimos anos. O cume foi atingido no dia 31 de Outubro, por João Garcia, Bruno Carvalho e Rui Rosado. Durante a descida, Bruno Carvalho faleceu após uma queda. A 20 de Julho de 2007, João Garcia completou com sucesso mais uma etapa do projecto "À conquista dos Picos do Mundo", atingindo o cume do K2 integrado num grupo de várias expedições que uniram esforços para realizar a Ascensão. O K2, devido à instabilidade climática e à dureza da própria subida, é possivelmente o maior desafio da carreira de qualquer alpinista, chegando mesmo a existir anos em que não se regista qualquer ascensão com sucesso. Em 2008, em menos de dois meses alcança dois cumes de altitudes superiores a 8 mil metros. A 19 de Maio atinge o cume do Makalu (8 463m), no Nepal, em solitário, e a 17 de Julho atinge o cume do Broad Peak (8047m), na fronteira China-Paquistão, ambos sem o uso de oxigénio artificial. No dia 28 de Abril de 2009 atingiu, às 11 horas locais, o cume do Manaslu (8163 m), sem recurso a oxigénio, após cinco semanas de adiamentos devido às más condições atmosféricas, mais agrestes do que seria de esperar, o que levou a que muitos outros alpinistas, tenham desistido nesse período das suas tentativas de chegar ao cume. No dia 10 de Julho de 2009 atingiu, às 13 horas locais, o cume do Nanga Parbat (8 125 m), no Paquistão, sem recurso a oxigénio e sem carregadores de altitude. No dia 17 de Abril de 2010 atingiu, às 13h30 horas locais, o cume do Annapurna (8091 m), sem recurso a oxigénio, completando assim com total sucesso o projecto "À conquista dos Picos do Mundo"  e tornando-se o 10º alpinista do mundo a ascender às 14 montanhas com mais de 8 000 metros existentes no planeta, todas sem recurso a oxigénio artificial e sem carregadores de altitude.
Das 14 montanhas existentes no mundo com uma altitude superior a 8 000 m (todas elas são localizadas na cordilheira dos Himalaias, no continente Asiático, entre a Índia, China, Nepal, Paquistão e Tibete), todos os seus cumes apenas foram alcançados, até ao momento, por 19 alpinistas. Desses, 10 alpinistas escalaram todas as montanhas sem recurso a oxigénio artificial, entre os quais João Garcia. Menos de 100 pessoas escalaram o Evereste sem recurso a oxigénio artificial, uma das quais também João Garcia.
Em 10 de Junho de 2010 João Garcia foi agraciado como Comendador da Ordem Honorífica Portuguesa do Mérito, pelo Estado da República Portuguesa, pelas mão do Presidente Aníbal Cavaco Silva.

## Os "Seven Summits"
João Garcia tornou-se no dia 7 de Dezembro de 2010 no primeiro português a subir aos sete cumes mais altos dos 6 continentes, os "Seven Summits" (Sete cumes) como são conhecidos na gíria alpinista; ao ascender ao Monte Kosciuszko (2 228m), na Austrália. Antes João Garcia já tinha ascendido aos restantes seis cumes:
- Aconcágua (1996) (América do Sul);
- Monte Everest (1999) (Ásia);
- Monte McKinley (2002) (América do Norte);
- Maciço Vinson (2003) (Antártida);
- Kilimanjaro (2005) (África);
- Elbrus (Europa);

## Principais montanhas escaladas
(na generalidade dos casos, montanhas inferiores a 7 000 m só se indica a 1.ª ascensão)

|  | - Aig Argentiere, França (3 879 m) - Monte Maudit, França-Itália (4 465 m) - Monte Branco, França-Itália (4 807 m) - Mont Blanc Du Tacul, França (4248 m) - Aig du Midi, França (3 800 m) Múltiplas ascensões nos Alpes e Pirenéus - Matterhorn, Suíça-Itália (4 478 m) e outros picos nos Alpes - Cho Oyu, Nepal (8 201 m) (sem recurso a oxigénio artificial e por uma via nova: esporão polaco) - Shishapangma Face Sul, Tibete (8013 m) (tentativa) - Aig du Chardonnet (3 824 m) (esporão norte) e outros picos nos Alpes - Jbel Toubkal, Marrocos (4 167 m) - Dhaulagiri, Nepal (8 167 m) (esporão nordeste e sem recurso a oxigénio artificial) - Monte McKinley, Alasca (6 194 m) (tentativa) Diversos cumes nos Alpes - Nanga Parbat, Paquistão (8 125 m) (tentativa) - Aconcágua, Argentina (6 959 m) - Escalada Big Wall em Yosemite, Estados Unidos da América - Monte Everest, Nepal-Tibete (8 848 m) (tentativa) - Ama Dablam, Nepal (6 812 m) - Island Peak, Nepal (6 189 m) Diversos cumes nos Alpes e Andes |  | - Monte Everest, Nepal-Tibete (8 848 m) (tentativa) Diversos cumes nos Himalaias e nos Andes - Monte Everest, Nepal-Tibete (8 848 m) (sem recurso a oxigénio artificial) Diversos cumes nos Himalaias e nos Andes Os brasileiros Paulo e Helena Coelho não chegaram ao cume do Everest. Mas saíram de lá como heróis. Tudo porque deixaram de lado o sonho de chegar ao topo do mundo para evitar a terceira morte na temporada 99. Eles dividiram o acampamento base com o belga Pascal Debrouwer, em 24 de maio do mesmo ano, numa queda, pouco depois de chegar ao cume. No mesmo dia, o polonês Tadeus Kudelski morreu congelado, também ao descer do topo. O português João Garcia seria a terceira vítima, se não tivesse sido salvo pelos brasileiros. De volta ao país, Helena conta, com exclusividade à Webventure, tudo que se passou naquela tarde trágica. - Urus, Peru (5 495 m) - Ishinca, Peru (5 530 m) - Tocllaraju, Peru (6 032 m) - Chopicalqui, Peru (6 354 m) - Aconcágua, Argentina (6 993 m) Diversos cumes dos Alpes - Gasherbrum II, China-Paquistão (8 035 m) (sem recurso a oxigénio artificial) - Pumori, Nepal-Tibete (7 161 m) - Monte McKinley, Alasca (6 194 m) - Aconcágua, Argentina (6 959 m) (4.ª e 5.ª ascensão) - Shishapangma, Tibete (8 013 m) (tentativa) - Aconcágua, Argentina (6 959 m) (6.ª ascensão) - Pumori, Nepal-Tibete (7 161 m) (5.ª ascensão, com mais 5 portugueses) - Elbrus, Rússia (4 741 m) (2.ª ascensão) - Himlung Himal, Nepal (7 167 m) - Maciço Vinson, Antárctida (4 897 m) Diversos cumes dos Alpes |  | - Aconcágua, Argentina (6 959 m) (7.ª ascensão) - Ama Dablam, Nepal (6 812 m) (2.ª ascensão, com mais 4 portugueses) - Gasherbrum I, China-Paquistão (8 068 m) (sem recurso a oxigénio artificial) Diversos cumes dos Alpes - Lhotse, Nepal (8 516 m) (sem recurso a oxigénio artificial) - Expedição Andes-Peru com os Amigos da Montanha - Kilimanjaro, Tanzânia (5 895 m) Diversos cumes dos Alpes - Kanchenjunga, Nepal (8 586 m) (sem recurso a oxigénio artificial) - Shishapangma, Tibete (8 046 m) (com Rui Rosado, Bruno Carvalho e o sherpa Nurô, todos sem recurso a oxigénio artificial) - K2, Paquistão (8 611 m) (sem recurso a oxigénio artificial) - Makalu, Nepal (8 463 m) (sem recurso a oxigénio artificial) - Broad Peak, China-Paquistão (8047 m) (sem recurso a oxigénio artificial) - Manaslu, Nepal (8 156 m) (sem recurso a oxigénio artificial). - Nanga Parbat, Paquistão (8 125 m) (sem recurso a oxigénio artificial). - Pumori, fronteira Nepal-China (7 161 m) - Annapurna (8 091 m) (sem recurso a oxigénio artificial). |